# ورتو (پاویا)
ورتو (به ایتالیایی: Verretto) یک کومونه در ایتالیا است که در استان پاویا واقع شده‌است.

## خصوصیات
ورتو ۲٫۷ کیلومترمربع مساحت و ۳۲۸ نفر جمعیت دارد و ۷۴ متر بالاتر از سطح دریا واقع شده‌است.